# Felipe Caicedo
Felipe Salvador Caicedo Corozo (* 5. září 1988 Guayaquil) je ekvádorský profesionální fotbalista, který hraje na pozici útočníka za italský tým FC Inter Milán, kde je na hostování z Janova. Mezi lety 2005 a 2017 odehrál za ekvádorský národní tým přes 60 utkání, ve kterých vstřelil 22 branek.

## Klubová kariéra
Začínal v ekvádorském klubu Barcelona Guayaquil, pak hrál za švýcarský FC Basilej, anglický Manchester City FC a od roku 2011 byl hráčem ruského klubu FK Lokomotiv Moskva. V roce 2014 hrál za Al Jazira Club ze Spojených arabských emirátů. V červenci 2014 se stal volným hráčem a podle Bosmanova pravidla mohl přestoupit zadarmo jinam. Odešel do španělského týmu RCD Espanyol.

## Reprezentační kariéra
V ekvádorském národním týmu debutoval v roce 2005. S mužstvem do 17 let získal bronzové medaile na mistrovství Jižní Ameriky ve fotbale hráčů do 17 let, které pořádala v roce 2005 Venezuela. Se seniorským týmem se zúčastnil turnajů Copa América 2007 a Copa América 2011.

## Osobní život
Má přezdívku Rocky podle své oblíbené filmové postavy, kterou je Rocky Balboa.